# Lycoming O-360
Lycoming O-360 je družina 4-valjnih, 4-taktnih, protibatnih bencinskih letalskih motorjev. Vsi so zračno hlajeni in so direktno nameščeni na propeler (ni reduktorja). Moč motorjev je od 145 do 225 KM (109 do 168 kW). Osnovni O-360 proizvaja 180 KM. Uporabljajo se tudi na helikopterjih.
Čas med obnovo motorja (TBO) je 2000 letečih ur ali 12 let.
Varianta O-360 je zastarela (uporablja še vplinjač) in ima slab izkoristek, nehomogeno dobavo zmesi med valji in vibracije pri siromašenju zaradi velike razlike moči med valji. Varianta IO-360 (z indirektnim vbrizom goriva) predstavlja danes temeljni motor za nova sodobno opremljena letala in je kompletno izpodrinila zastarele motorje (z vplinjačem) O-320 (npr letala Cessna C172). Iz sodobnega motorja IO-360 je bil razvit večji motor IO-390. Lycomingovi sodobni motorji, ki so v proizvodnji: IO-360, IO-390, IO-540. Motor IO-360 odlikuje dobro razmerje med relativno ugodnimi stroški vzdrževanja in izhodno močjo ter nizsko porabu goriva glede na svoj osnovni model.

## Verzije
- O-360 verzija z vplinjačem
- HO-360 za helikopterje
- LO-360 isti kot O-360, vendar z obratno smerjo rotacije pogonske gredi ("L" pomeni levo rotacijo), za dvomotorna letala[3]
- TO-360 verzija s turbopolnilnikom
- LTO-360 verzija s turbopolnilnikom in levo smerjo rotacije pogonske gredi
- IO-360 verzija z vbrizgom goriva (ni vplinjača)
- LIO-360  isti kot IO-360, vendar z levo rotacijo pogonske gredi
- AIO-360  z vbrizgom goriva
- AEIO-360 za akrobatska letala, z vbrizgom goriva
- HIO-360  vbrizg goriva, za helikopterje
- LHIO-360 leva rotacija pogonske gredi, vbrizg goriva, za helikopterje
- TIO-360 turbopolnjen in z vbrizgom goriva

## Zrakoplovi s O-360
O-360
- Aer Lualdi L.55
- Aero Boero AB-180
- Aero Commander Lark Commander
- Aero Concepts Discovery
- American Aviation AA-2 Patriot
- Australian Lightwing SP-4000 Speed
- Aviamilano Nibbio
- Aviat Husky A-1C-180
- Backcountry Super Cubs Mackey SQ2
- Backcountry Super Cubs Supercruiser
- Backcountry Super Cubs Super Cub
- Barrows Bearhawk
- Barrows Bearhawk Patrol
- Beagle Airedale
- Beechcraft Duchess
- Beechcraft Musketeer
- Beechcraft Travel Air
- Bölkow Bo 207
- Bushcaddy L-162 Max
- Bushcaddy L-164
- Canadian Home Rotors Safari
- Cessna 172
- Cessna 177
- Collins Dipper
- CubCrafters Carbon Cub EX
- Dakota Cub Super 18
- Diamond DA40
- Dyn'Aéro MCR R180
- Falconar F12A Cruiser
- Glasair GlaStar
- Grinvalds Orion
- Grob G 115
- Grumman American AA-5
- Guimbal Cabri G2
- Javelin Wichawk
- Lambert Mission 212
- Lancair 360
- Lucas L-6B
- Lucas L8
- Maule M-5
- Mooney M20
- Morane-Saulnier MS-893E
- Moynet 360-4 Jupiter
- MSW One
- Murphy Elite
- Mustang Aeronautics Mustang II
- Norman Dube Aerocruiser Plus
- PAC MFI-17 Mushshak
- Peña Bilouis
- Peña Dahu
- Peña Joker
- Piper PA-18 Super Cub
- Piper Cherokee 180
- Piper PA-24-180 Comanche
- Piper PA-44-180 Seminole
- Rihn DR-107 One Design
- Robin Aiglon
- Robin DR.300-180
- Robin DR.400-180
- Robinson R22
- Saab 91 Safir
- Sands Fokker Dr.1 Triplane
- Schweizer SGM 2-37
- Slepcev Storch
- Stoddard-Hamilton Glasair II
- Ultimate 10-180
- Van's Aircraft RV-6
- Van's Aircraft RV-7
- Van's Aircraft RV-8
- VTOL Aircraft Phillicopter
- Wassmer WA-54 Atlantic
- Zenair CH 640
- Zenith STOL CH 801

LO-360
- Beechcraft Duchess
- Piper PA-44-180 Seminole

IO-360
- Adventure Air Adventurer
- AeroCad AeroCanard
- Aircraft Technologies Acro 1
- Australian Lightwing SP-6000
- Aviat Husky A-1C-200
- Beechcraft Musketeer Super III
- CEI Free Spirit Mk II
- Cessna 172R/172S
- Cessna 177RG
- Cessna 336 Skymaster
- Commander 112
- Commander 114
- Diamond DA40
- Diamond DA42
- Dream Tundra
- Evektor VUT100-120i Cobra
- Falconar SAL Mustang
- Giles G-200
- Glassic SQ2000
- Lake LA-4-200 Buccaneer
- LFU 205
- Mooney M20[4]
- Mustang Aeronautics Mustang II
- Osprey GP4
- PAC CT/4
- Partenavia P.68
- Peña Bilouis
- Peña Dahu
- Piper Arrow
- Piper PA-34 Seneca I
- Sawyer Skyjacker II
- Scaled Composites Boomerang
- Skipper Scrappy UAC-200
- Scottish Aviation Bulldog
- Seawind 2000
- SGP M-222 Flamingo
- Socata Tobago TB200XL
- Sorrell Hiperbipe
- Stolp Super Starduster
- Tecnam P2010
- Thorp T-18
- Ultimate 10-200
- Van's Aircraft RV-6
- Van's Aircraft RV-7
- Van's Aircraft RV-8
- Zeppelin NT
- Zlín Z 42

LIO-360
- Piper PA-34 Seneca I
- Diamond DA42

AIO-360
- Stephens Akro

AEIO-360
- Aero-Cam Slick 360
- Aviat Eagle II
- Bellanca Super Decathlon
- FFA AS-202 Bravo
- Grob G 115E
- Peña Capeña
- Pitts Special
- Tech Aero TR 200
- Valmet L-70 Vinka

HIO-360
- Enstrom F-28
- OH-23 Raven
- Schweizer 300

LHIO-360
- Silvercraft SH-3[5]
- Silvercraft SH-4[5]

## Tehnične specifikacije (O-360-A1A)
- Tip: 4-valjni, 4-taktni bencinski protibatni motor z dvema vžigalnima magnetoma
- Premer valja: 5,125 in (130 mm)
- Hod valja: 4,375 in (111 mm)
- Delovna prostornina: 361 cu in (5916 cc)
- Teža: 258 lb (117 kg)
- Gorivo: minimum 91/96 Avgas
- Oljni sistem: 8 US qt (8 l) z oljno črpalko (dry sump)
- Hlajenje: zračno

- Moč: 180 KM (134 kW) pri 2700 rpm
- Kompresijsko razmerje: 8,5:1